# Ahmad Midhat
Ahmad Midhat (en turc modern Ahmet Mithat Efendi) fou un escriptor turc nascut a Istanbul el 1844 i mort al final de 1912 o començament del 1913.
Va començar a escriure llibres d'escola i contes vers el 1869. Després es va dedicar al periodisme i va col·laborar a diversos diaris i fou arrestat el 1872 per estar vinculat als Joves Turcs i desterrat a  Rodes, però va obtenir el perdó el 1876 quan va pujar el nou sultà. El 1877 va publicar Uss-i inkila (en favor d'Abdul Hamid II); fou llavors nomenat director de la gazeta i la impremta oficials i va trencar amb els Joves Turcs. El 1878 va començar a editar la revista Terdjüman-i hakikat. El 1888 va viatjar per Europa i va escriure un relat sobre això anomenat Awrapada bir Djewelan que es va publicar el 1891. Va perdre els seus càrrecs el 1908 quan va triomfar la revolució dels Joves Turcs. Llavors va fer de professor a la universitat i a algunes escoles. Va morir el mes de muharran del 1331 que equival el desembre del 1912 i gener del 1913.
El nombre total de les seves obres s'estima en 150 (novel·les i difusió principalment però també obres d'història, filosofia, religió, moral, ciència i altres temes); a més va destacar per la seva aportació al periodisme. Les seves obres històriques principals són:
- Uss-i inkila (1877/1878)
- Zubdet ül-hakaik (1878)
- Història universal en 3 volums (1880 a 1882)
- Històries de països europeus (Kainat) en 14 volums (1871 a 1881)